# Tempête du 6 au 8 novembre 1982
La tempête du 6 au 8 novembre 1982 est un évènement météorologique ayant touché une partie de l'Europe en novembre 1982. Elle provoque des vents violents de plus de 100 km/h, des précipitations exceptionnelles et une houle importante dans le golfe du Lion et le littoral provençal. En plus de nombreux dégâts, la tempête fait 41 morts au total. De par son ampleur, elle est la tempête la plus violente et destructrice dans le sud de la France en un siècle,,.

## Évolution météorologique
Une dépression se forme au large de l'Europe, dans l'océan Atlantique Nord, le 6 novembre 1982, atteignant une pression atmosphérique de 960 HPa et faisant d'elle une tempête atlantique de type Ss (classification Dreveton). Elle se dirige vers le sud-est et touche terre au cap Finisterre, en Espagne, le lendemain à 19 h. Dans le même temps, des hautes pressions stagnent sur l'Europe orientale, bloquant l'air froid au sol, notamment dans la plaine du Pô : il fait ainsi −1 °C à Venise à 7 h le 7 novembre. Changeant de direction, la tempête se dirige vers le nord-est et atteint la Bretagne dans la nuit du 7 au 8 novembre tout en se comblant pour finir par se dissiper le jour suivant sur les îles Britanniques. La tempête atteint son paroxysme le 7 alors qu'elle est sur la France.

## Effets météorologiques
Lors de son passage sur la France, les vents d'est et de sud traversent le pays, notamment dans sa moitié sud,. À l'exception de quelques régions (Corse, Alpes-Maritimes, Landes, Alsace et Nord-Pas-de-Calais), l'ensemble du pays est concerné par des vents dépassant les 100 km/h. Certaines valeurs exceptionnelles sont mesurées comme au mont Aigoual avec 216 km/h mais en plaine et en moyenne montagne, des valeurs de plus de 130 km/h sont mesurées comme à Sète (166 km/h), dans les Bouches-du-Rhône (162 km/h), à Millau (155 km/h), en Saône-et-Loire (151 km/h) ou encore dans les Pyrénées-Orientales (144 km/h),.
Dans le sillage des forts vents en mer, la houle se creuse en mer Méditerranée occidentale avec des creux de 9 à 14 mètres voire plus au large du Languedoc, 6 à 9 mètres en Camargue, 4 à 6 mètres sur le Roussillon et en Provence et 2,5 à 4 mètres sur la Côte d'Azur,.
De fortes pluies accompagnent les vents avec un cumul maximal sur les trois jours de 610 millimètres à Py dans les Pyrénées-Orientales,. Le reste des Pyrénées est fortement arrosé et un important épisode cévenol se met en place avec un cumul de 300 à 500 millimètres,. Les pluies sont également notables dans l'arrière-pays provençal et en Corse. Ces précipitations entraînent la crue de nombreux cours d'eau, notamment dans les Cévennes et sur l'est des Pyrénées. Des effets de foehn sont remarqués sur les versants occidentaux des reliefs comme en Corse et dans les Pyrénées, ce qui engendre de fortes disparités de précipitations sur de courtes distances.

## Conséquences
Les conditions météorologiques entraînent de nombreuses destructions en Andorre et dans une trentaine de départements français : bâtiments écroulés, arbres arrachés, routes emportées, cheminées et antennes renversées, échouages de navires, parcs ostréicoles détruits, etc,. Le port de Sète est lourdement touché par la houle. Des coupures d'électricité affectent 700 000 foyers soit 2 millions de personnes,.
Le bilan humain fait notamment état de quinze morts et soixante blessés en France et douze morts en Andorre,,.